# Dettenheim
Dettenheim è un comune tedesco di 6 746 abitanti, situato nel land del Baden-Württemberg.